# Слишком много поваров
«Слишком много поваров» (англ. Too Many Cooks) — пятый роман Рекса Стаута из цикла произведений о Ниро Вульфе.

## Сюжет
Ниро Вульф и Арчи Гудвин приезжают на съезд известных кулинаров Европы и США. Однако вскоре одного из кулинаров убивают. Ниро Вульфу приходится расследовать это убийство.

## Общая информация
- Оригинальное название: Too Many Cooks.
- Название на русском языке — Слишком много поваров.
- Год первой публикации — 1938.